# Sumidouro
Sumidouro là một đô thị thuộc bang Rio de Janeiro, Brasil. Đô thị này có diện tích 395,213 km², dân số năm 2007 là 15062 người, mật độ 38,1 người/km².